# 箕袋角殼灰介
箕袋角殼灰介（学名：Cornucoquimba chidai）为半花介科角殼灰介屬下的一个种。